# ロビン・ファンドーンスピーク
ロビン・ファン・ドーンスピーク（Robin van Doornspeek、1981年2月25日 - ）は、オランダの野球選手。ポジションは投手。右投右打。現在はホーフトクラッセのADOでプレーしている。
代表経験が多いオランダ球界のトッププレーヤーで2004年のアテネオリンピック、2006年のワールドベースボールクラシックにも出場している。ホーフトクラッセや代表チームでは主にリリーフ（クローザー）として活躍している。